# Böbing
Böbing è un comune tedesco di 1 696 abitanti, situato nel land della Baviera.